# Campeonato de España de Ciclismo en Ruta 1954
El LIII Campeonato de España de Ciclismo en Ruta se disputó en Madrid el 29 de junio de 1954 sobre un recorrido de 230 kilómetros.   
El ganador fue el corredor gallego Emilio Rodríguez Barros que se impuso en solitario en la línea de meta. Bernardo Ruiz y Francisco Alomar completaron el podio. El catalán Alomar fue el gran protagonista de la carrera al rodar más de 200 kilómetros en solitario. No fue hasta el tramo final cuando Emilio Rodríguez logró conectar con él y posteriormente dejarlo atrás para vencer la carrera. 

## Clasificación final
| Pos. | Ciclista                | Equipo                | Tiempo    |
| ---- | ----------------------- | --------------------- | --------- |
| 1.   | Emilio Rodríguez Barros | Individual            | 6h 47'02" |
| 2.   | Bernardo Ruiz           | Ideor                 | a 4'44"   |
| 3.   | Francisco Alomar        | Splendid-d'Alessandro | a 4'54"   |
| 4.   | Victorio García         | Individual            | a 5'37"   |
| 5.   | Francisco Masip         | Splendid-d'Alessandro | m.t.      |
| 6.   | José Pérez Llacer       | Individual            | m.t.      |
| 7.   | Manuel Rodríguez Barros | Individual            | m.t.      |
| 8.   | Andrés Trobat           | Mariotas              | m.t.      |
| 9.   | Dalmacio Langarica      | Individual            | m.t.      |
| 10.  | Miguel Chacón           | Mariotas              | a 6'04"   |